# Aiguille du Fruit
L’aiguille du Fruit est un sommet des Alpes françaises situé en bordure du parc national de la Vanoise, en Savoie.

## Géographie

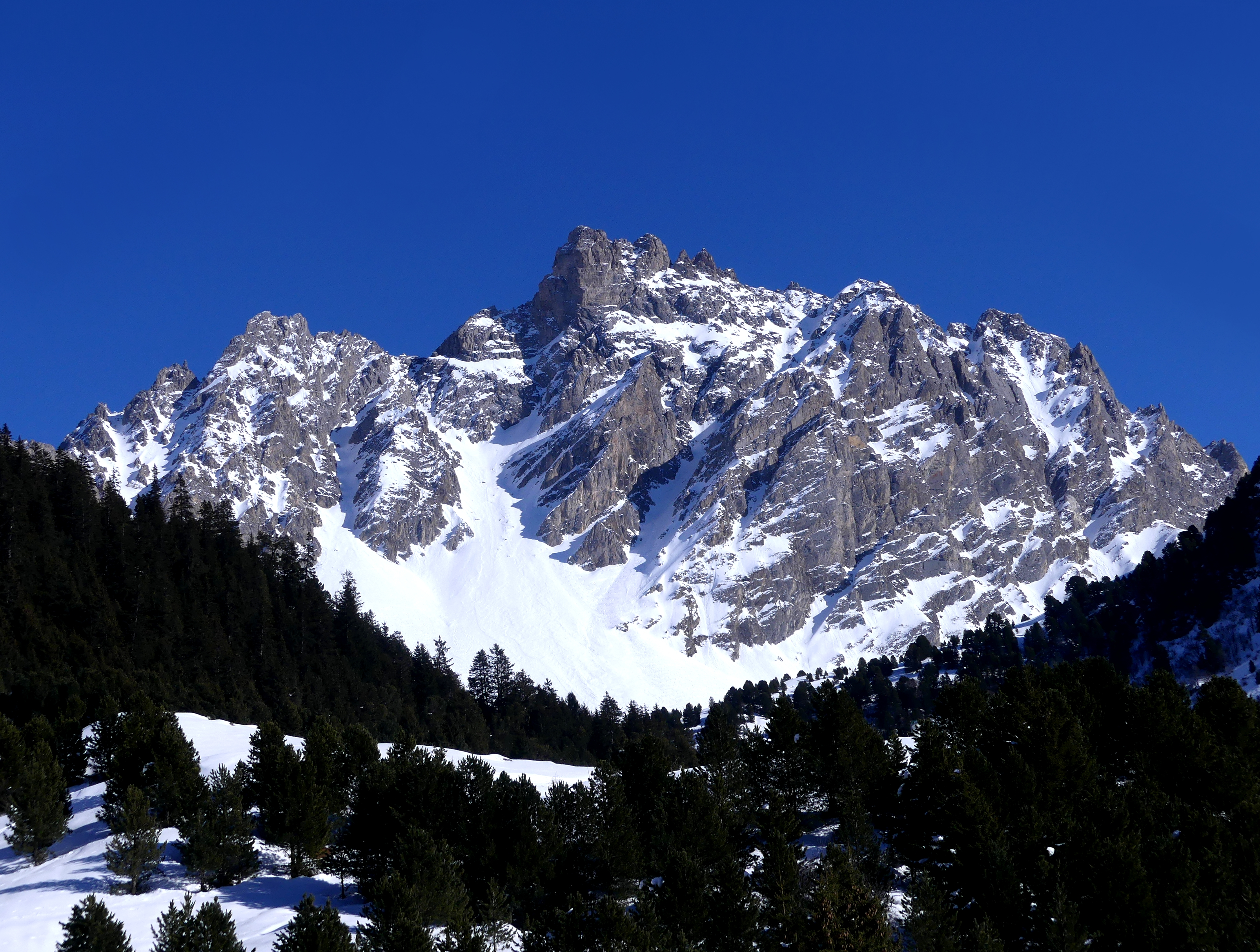
Vue de l'aiguille du Fruit depuis Méribel-Mottaret.

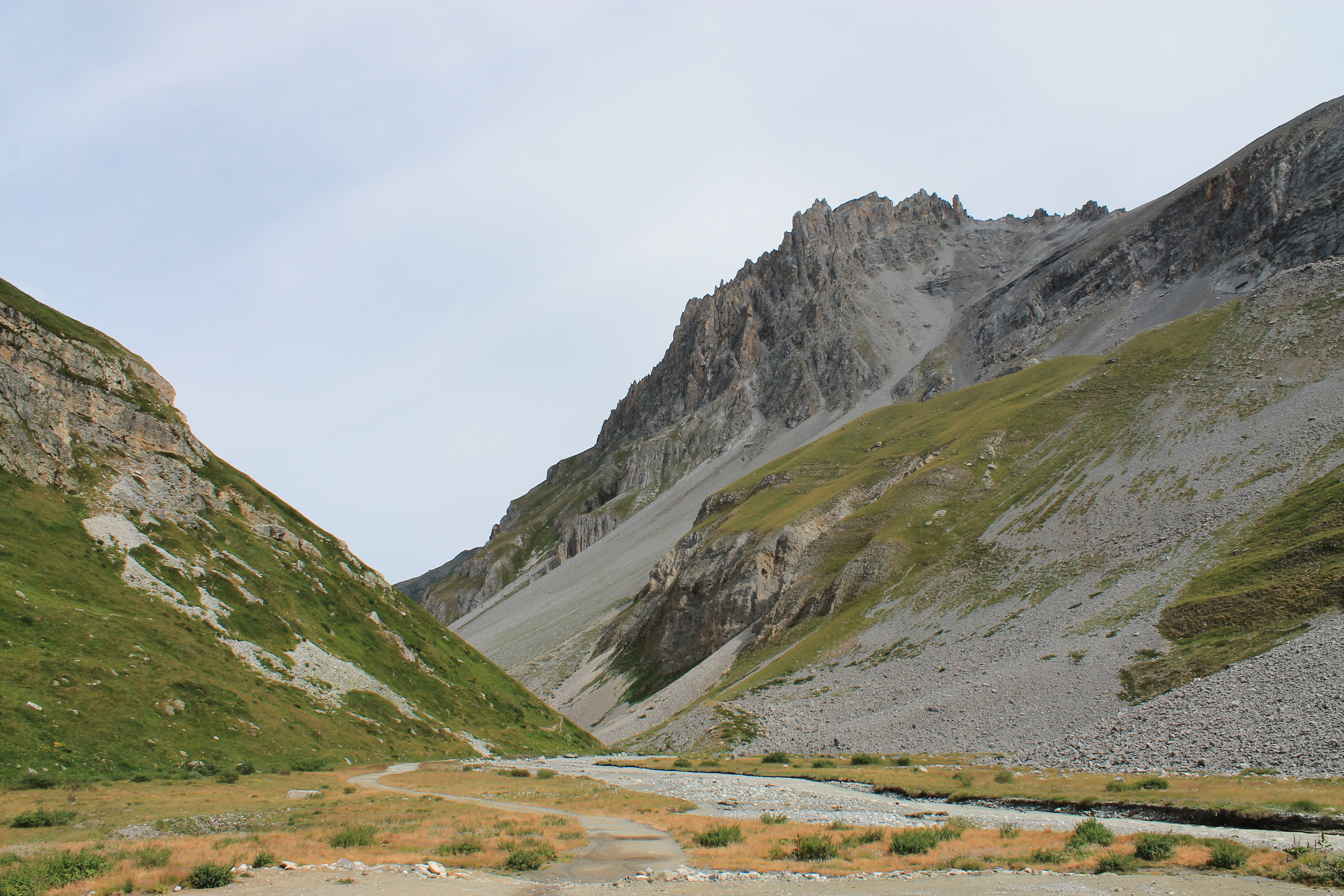
Vue du chaînon de l'aiguille du Fruit depuis le refuge du Saut (vallon de Chanrouge) au sud.

L'aiguille du Fruit culmine à 3 048 m d'altitude et sépare les vallées de Méribel et de Courchevel. Ses pentes abruptes de calcaire et dolomie surplombent la réserve naturelle nationale du plan de Tuéda à l'ouest, tandis que la face de calcaire clair domine la dépression des lacs de Merlet côté parc de la Vanoise. Au nord-ouest le col du Fruit (2 516 m) et la pointe Émilienne (2 598 m) marquent la séparation entre l'aiguille du Fruit et le sommet de la Saulire. La Grosse Tête (2 728 m), au sud-est, prolonge la ligne d’arête jusqu'au col de Chanrouge (2 529 m).